# Estación de London
London es una estación de tren ubicada en London, Ontario, Canadá. Es un importante intercambio para los trenes de Via Rail que van desde el oeste de Toronto hasta Sarnia y Windsor. La estación es un edificio grande, moderno y accesible para sillas de ruedas en el extremo sur del centro de la ciudad y se conecta a los servicios de autobuses de transporte público local.
El 18 de octubre de 2021, GO Transit inició el servicio de lunes a viernes entre Toronto y London en la línea Kitchener. El servicio piloto no ofreció acceso a Presto y los pasajeros tuvieron que comprar boletos digitales. El servicio finalizará en octubre de 2023.

## Historia
La primera estación de pasajeros en este sitio fue completada por Great Western Railway (GWR) en 1853. La estación continuó sirviendo al área de London para el Grand Trunk Railway después de que las dos compañías se fusionaran en 1882. El edificio original sobrevivió hasta 1935, cuando fue demolido para dar paso a una nueva estación construida por Canadian National Railway.

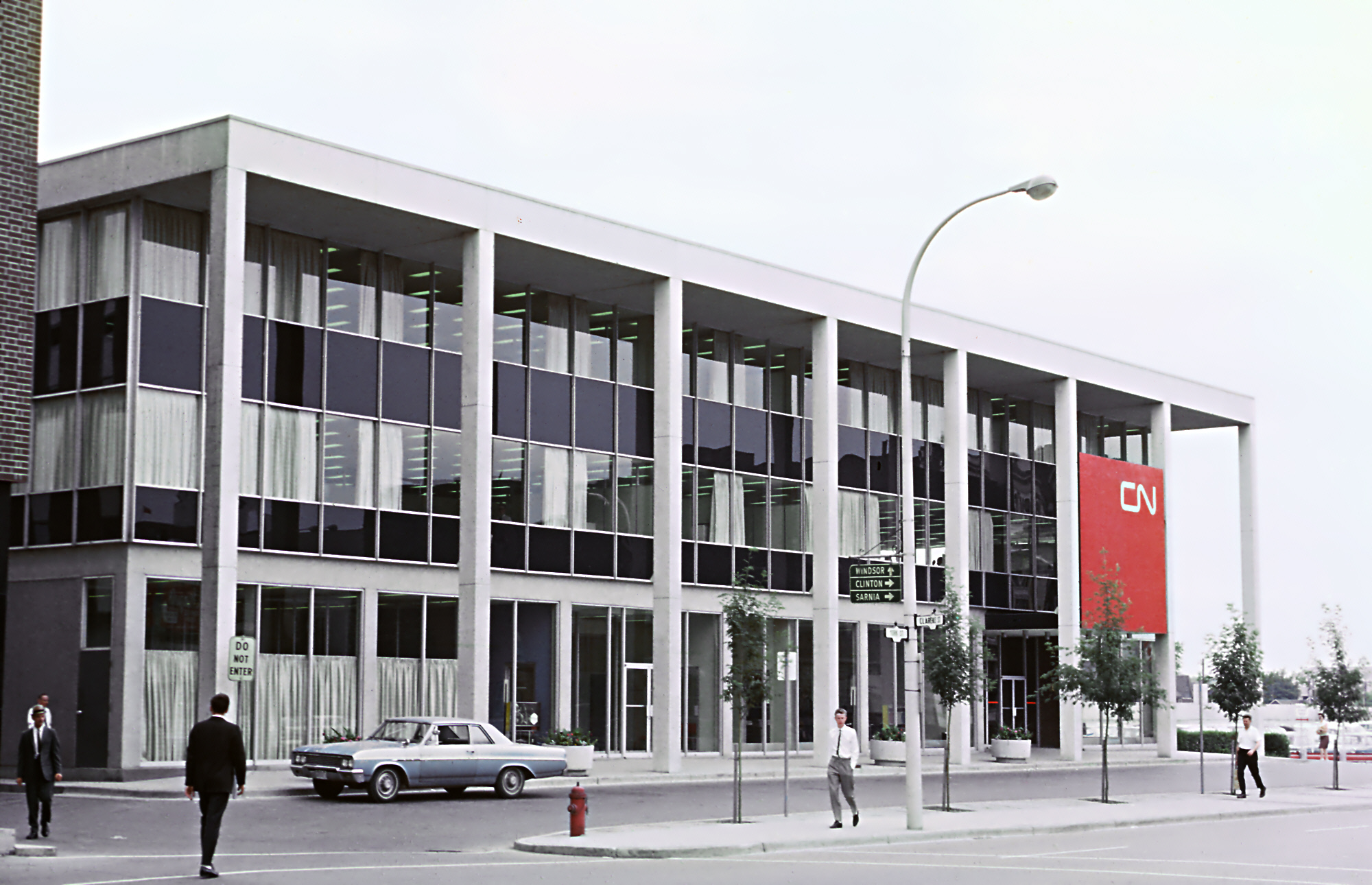
Antigua estación CN en 1966.

La primera estación CN fue demolida y dio paso a dos estructuras, un edificio de tres pisos en 205 York Street (ahora sede de CN Credit Union) terminado en 1963 y la CN Tower de 10 pisos en 197 York Street construido en 1969. El último edificio, una estructura de estilo internacional, se cerró en 2000 cuando el personal de CN disminuyó y se derrumbó a las 9:15 a. m., el 4 de febrero de 2001. Durante la demolición de la estructura de 1969 y la construcción de la estación actual, los servicios de trenes volvieron temporalmente a la estación de 1963. El antiguo edificio de la cooperativa de ahorro y crédito se incorporó a la estructura actual de la estación después de 2001 y el sitio restante de la antigua estación se convirtió en un estacionamiento. El área de la plataforma de las estaciones anteriores se mantuvo en la nueva estación.
El International Limited fue operado conjuntamente por Via Rail y Amtrak entre Chicago y Toronto. El servicio operó entre 1982 y 2004. El servicio actual del corredor mantiene la sección canadiense de la ruta internacional.